# Ring-a-Ding (アルバム)
『Ring-a-Ding』（リング・ア・ディング）は、1980年7月21日にリリースされた岩崎良美の1枚目のアルバム。発売元はキャニオン・レコード（LP・CD）、およびポニー（CT）（前者・後者共に後のポニーキャニオン）。

## 概要
帯コピー：あッと言わせる〝良美〟リング・ア・ディング　街の空気もウキウキ気分!
デビューシングル「赤と黒」、2枚目のシングル「涼風」を含む全11曲を収録。「涼風」はアルバム・バージョンで収録されており、特に明記されてはいないが、「涼風」のB面曲「モーニング コール」も新たなバージョンで収録されている。LPは特典ポスター付。
『岩崎良美 debut 30th Anniversary CD-BOX』および2021年3月に再発売された『80-84 ぼくらのベスト 岩崎良美 CD-BOX』ではDISC-1に収録された。ちなみに『岩崎良美 debut 30th Anniversary CD-BOX』には、岩崎のコメントと「涼風」のシングル・バージョン、「赤と黒」のニュー・バージョンがボーナストラックとして追加収録された全14曲、『80-84 ぼくらのベスト 岩崎良美 CD-BOX』は「赤と黒」のニュー・バージョンのみが追加された全12曲となっている。

## 収録曲

### LP／CT
| 全編曲: 大谷和夫。 |                        |            |           |       |
| #                  | タイトル               | 作詞       | 作曲      | 時間  |
| 1.                 | 「恋するローレライ」   | なかにし礼 | 芳野藤丸  | 4:23  |
| 2.                 | 「涼風 (New Version)」 | 来生えつこ | 芳野藤丸  | 4:44  |
| 3.                 | 「学生たちの森」       | もりたゆみ | ラジ      | 4:25  |
| 4.                 | 「夏のたより」         | 竜真知子   | 大谷和夫  | 4:40  |
| 5.                 | 「Ring-a-Ding」        | バナナ     | 美穂尚    | 4:03  |
| 合計時間:          | 合計時間:              | 合計時間:  | 合計時間: | 22:15 |

| 全編曲: 大谷和夫。 |                                       |            |           |       |
| #                  | タイトル                              | 作詞       | 作曲      | 時間  |
| 1.                 | 「私の名はアリス」                    | 三浦徳子   | 佐藤健    | 3:47  |
| 2.                 | 「赤と黒」                            | なかにし礼 | 芳野藤丸  | 4:31  |
| 3.                 | 「モーニング コール (Album Version)」 | 来生えつこ | 芳野藤丸  | 3:24  |
| 4.                 | 「赤いアンブレラ」                    | 来生えつこ | 長岡道夫  | 4:10  |
| 5.                 | 「ウキウキ Walkin」                   | 来生えつこ | 芳野藤丸  | 4:32  |
| 6.                 | 「旅立つ少女」                        | 山川啓介   | 木森敏之  | 3:44  |
| 合計時間:          | 合計時間:                             | 合計時間:  | 合計時間: | 24:08 |

### CD-BOX DISC-1
| 全編曲: 大谷和夫。 |                                       |            |           |       |
| #                  | タイトル                              | 作詞       | 作曲      | 時間  |
| 1.                 | 「恋するローレライ」                  | なかにし礼 | 芳野藤丸  | 4:23  |
| 2.                 | 「涼風 (New Version)」                | 来生えつこ | 芳野藤丸  | 4:44  |
| 3.                 | 「学生たちの森」                      | もりたゆみ | ラジ      | 4:25  |
| 4.                 | 「夏のたより」                        | 竜真知子   | 大谷和夫  | 4:40  |
| 5.                 | 「Ring-a-Ding」                       | バナナ     | 美穂尚    | 4:03  |
| 6.                 | 「私の名はアリス」                    | 三浦徳子   | 佐藤健    | 3:47  |
| 7.                 | 「赤と黒」                            | なかにし礼 | 芳野藤丸  | 4:31  |
| 8.                 | 「モーニング コール (Album Version)」 | 来生えつこ | 芳野藤丸  | 4:24  |
| 9.                 | 「赤いアンブレラ」                    | 来生えつこ | 長岡道夫  | 4:10  |
| 10.                | 「ウキウキ Walkin'」                  | 来生えつこ | 芳野藤丸  | 4:32  |
| 11.                | 「旅立つ少女」                        | 山川啓介   | 木森敏之  | 3:44  |
| 合計時間:          | 合計時間:                             | 合計時間:  | 合計時間: | 47:23 |

#### 80-84 ぼくらのベスト 岩崎良美 CD-BOX PLUS
1. 赤と黒（New Version）

#### 岩崎良美 debut 30th Anniversary CD-BOX +plus
1. コメント（Ring-a-Ding）
2. 涼風（Single Version）
3. 赤と黒（New Version）

## 参加ミュージシャン
LPのライナーノートより
- ギター：芳野藤丸、竹田和夫
- ベース：長岡道夫、ヒロ小川
- ドラムス：山木秀夫、王子聡
- キーボード：大谷和夫
- ラテンパーカッション：中島御、ラリー須永
- トランペット：数原晋
- トロンボーン：新井英治
- コーラス：タイムファイブ、ミッチー、BANANA、良美サークルプロジェクトチーム
- ストリングス：多グループ

## 関連作品
- 岩崎良美 CD-BOX 80-87 ぼくらのベスト（2002年7月17日）
- 岩崎良美 CD-BOX 80-84 ぼくらのベスト2（2004年1月7日）-初の全曲CD化
- 岩崎良美 debut 30th Anniversary CD-BOX（2010年2月17日）-HQCD・紙ジャケット仕様で復刻

## 参考資料
- 岩崎良美『Ring-a-Ding』（ライナーノーツ）キャニオン・レコード、1980年7月21日。C25A0101。